# هایک مغاوریان
هایک پطروسی مغاوریان (ارمنی: Հայկ Պետրոսի Մեղավորյան زاده ۱۹۰۲ - درگذشته ۱۹۶۸) سیاستمدار اهل ارمنستان بود که از تاریخ ۱۹۴۸ تا تاریخ ۱۹۵۱ سمت وزارت دادگستری ارمنستان را برعهده داشت. وی پیشتر از تاریخ ۱۹۳۹ تا تاریخ ۱۹۴۸ سمت دادستان کل ارمنسان را برعهده داشت.

## زندگی‌نامه
وی در ۱۹۰۲ در آخالتسیخه به دنیا آمد و از دانشگاه فنی گرجستان فارغ‌التحصیل گشت. . وی در ۱۹۶۸ (۱۹۶۹) در سن ۶۶ سالگی درگذشت.